# Clinometaborita
La clinometaborita és un mineral de la classe dels borats. Rep aquest nom per ser una modificació monoclínica de l'àcid metabòric.

## Característiques
La clinometaborita és un borat de fórmula química HBO₂. Va ser aprovada com a espècie vàlida per l'Associació Mineralògica Internacional l'any 2010. Cristal·litza en el sistema monoclínic. És un mineral dimorf de la metaborita, i se'n coneix una fase sintètica seva. És un mineral incolor, que es torna d'un blanc-guix després d'uns mesos d'exposició a l'aire lliure.

## Formació i jaciments
Va ser descoberta al cràter La Fossa, situat a l'illa de Vulcano, a les Illes Eòlies, dins la província de Messina (Sicília, Itàlia), on sol trobar-se associada a altres minerals com la metaborita, la sassolita i l'adranosita. Es tracta de l'únic indret de tot el planeta on ha estat descrita aquesta espècie mineral.